# ベビス・メンドサ
ベビス・メンドサ（Beibis Mendoza、男性、1974年6月20日 - ）は、コロンビアのプロボクサー。元WBA世界ライトフライ級王者。

## 来歴

### アマチュアボクシング
1996年のアトランタオリンピックのボクシングライトフライ級に、コロンビア代表として出場した。結果は次の通りだった。
- Dominic Figliomeni（カナダ）に勝利：12-1
- 銅メダルを獲得したOleg Kiryukhin（ウクライナ）に敗北：6-18

### プロボクシング
1996年にプロに転向し、2000年8月12日に空位のWBA世界ライトフライ級王座をロセンド・アルバレスと争って獲得した。偶然のローブローを受け反則勝ちとなったが、この試合を裁いたレフェリーのミッチ・ハルパーンは、試合の8日後に猟銃自殺を図った。
2001年3月3日、アルバレスと再戦し、1-2の判定負けで王座から陥落した。
2003年3月31日、アルバレスとのラバーマッチに挑むも、0-2の判定負けで王座返り咲きに失敗した。
2003年11月15日、韓国の崔堯森とWBA世界ライトフライ級暫定王座決定戦で対戦し、3-0の判定で暫定ながらも王座に返り咲いた。
2004年10月2日、アルバレスとの4度目の対戦は王座統一戦となる予定であったが、アルバレスが前日計量をパスできず王座を剥奪された為メンドサが勝てば正規王者となっていたのだが、1-2（112-116、112-116、114-114）の判定負けを喫し正規王座認定に失敗し暫定王座に据え置きとなった。
2005年4月29日、アルバレスの王座剥奪に伴うWBA世界ライトフライ級王座決定戦でロベルト・バスケスと対戦し、10回2分3秒KO負けを喫し正規王座獲得に失敗、暫定王座からも陥落した。